# Cinnamomum kinabaluense
Cinnamomum kinabaluense là loài thực vật có hoa trong họ Nguyệt quế. Loài này được Heine miêu tả khoa học đầu tiên năm 1953.